# Polynema sachtlebeni
Polynema sachtlebeni är en stekelart som beskrevs av Soyka 1956. Polynema sachtlebeni ingår i släktet Polynema och familjen dvärgsteklar.
Artens utbredningsområde är Tyskland. Inga underarter finns listade i Catalogue of Life.